# Nicolás Gaitán
Osvaldo Nicolás Fabián Gaitán (San Martín, 23 februari 1988) is een Argentijns betaald voetballer die doorgaans als linksbuiten speelt. Hij tekende in augustus 2020 een contract tot medio 2021 bij SC Braga, dat hem transfervrij inlijfde nadat zijn contract bij Lille afliep. Gaitán debuteerde in 2009 in het Argentijns voetbalelftal.

## Clubvoetbal
Gaitán debuteerde in het seizoen 2007/08 in het betaald voetbal in het shirt van Boca Juniors. Hij speelde dat seizoen één wedstrijd voor het eerste team van de club. Zijn eerste twee competitiegoals voor Boca scoorde hij op 31 augustus 2008 in een 3-0 uitoverwinning bij Club Atlético Huracán.
SL Benfica maakte op 3 mei 2010 via de officiële kanalen de overname van Gaitán bekend. Daarvoor betaalde de club €8.400.000,- aan Boca Juniors. De Argentijn tekende een eerste contract voor vijf seizoenen. Gaitan tekende in november 2014 vervolgens een contractverlenging bij Benfica tot medio 2018. In zijn nieuwe verbintenis werd een gelimiteerde afkoopsom van €35.000.000,- opgenomen. Op 16 juni 2016 kondigde Atlético Madrid aan dat het overeenstemming had bereikt met Benfica over een overgang van de Argentijn. De transfersom zou €25.000.000,- zijn. Op 26 februari 2018 verkaste hij naar het Chinese Dalian Yifang, waar hij na een jaar alweer vertrok om te gaan spelen in de MLS voor Chicago Fire. De Argentijn tekende een contract voor een seizoen, met een eenzijdige optie voor de club van nog een jaar. Daar maakte de Major League Soccer-club geen gebruik van en de Argentijn verliet de club transfervrij. Op 31 januari 2020 tekende Gaitán voor een half jaar bij het Franse Lille. Hij maakte op 7 februari 2020 zijn competitiedebuut voor Les Dogues. Door een epidemie genaamd COVID-19 kwam de Franse competitie in april 2020 voortijdig tot een eind en Gaitán zijn contract werd niet verlengd. Op 11 augustus 2020 werd bekend dat de kleine Argentijn een contract had getekend bij SC Braga voor een seizoen.

## Clubstatistieken
| Seizoen | Club            | Competitie         | Wedstrijden | Doelpunten |
| ------- | --------------- | ------------------ | ----------- | ---------- |
| 2007/08 | CA Boca Juniors | Primera División   | 1           | 0          |
| 2008/09 | CA Boca Juniors | Primera División   | 32          | 5          |
| 2009/10 | CA Boca Juniors | Primera División   | 33          | 7          |
| 2010/11 | Benfica         | SuperLiga          | 26          | 7          |
| 2011/12 | Benfica         | SuperLiga          | 25          | 3          |
| 2012/13 | Benfica         | SuperLiga          | 23          | 3          |
| 2013/14 | Benfica         | SuperLiga          | 26          | 4          |
| 2014/15 | Benfica         | SuperLiga          | 27          | 4          |
| 2015/16 | Benfica         | SuperLiga          | 25          | 4          |
| 2016/17 | Atlético Madrid | Primera División   | 23          | 3          |
| 2017/18 | Atlético Madrid | Primera División   | 6           | 0          |
| 2018    | Dalian Yifang   | China Super League | 28          | 2          |
| 2019    | Chicago Fire    | MLS                | 27          | 4          |
| 2019/20 | Lille           | Ligue 1            | 4           | 0          |
| 2020/21 | SC Braga        | SuperLiga          | 1           | 0          |

## Interlandcarrière
Gaitán maakte op 30 september 2009 zijn debuut in het shirt van Argentinië in een vriendschappelijke wedstrijd tegen Ghana. Hij kwam die wedstrijd in het veld als invaller. De wedstrijd werd met 2-0 gewonnen. Op 26 januari 2010 startte hij voor het eerst in de basis van Argentinië, in een met 3-2 gewonnen wedstrijd tegen Costa Rica.

## Erelijst
| Competitie                    |                 |                                             |                 |                 |
| Competitie                    | Aantal          | Jaren                                       |                 |                 |
| CA Boca Juniors               | CA Boca Juniors | CA Boca Juniors                             | CA Boca Juniors | CA Boca Juniors |
| ----------------------------- | --------------- | ------------------------------------------- | --------------- | --------------- |
| Primera División              | 1x              | 2008 (A)                                    |                 |                 |
| SL Benfica                    |                 |                                             |                 |                 |
| Kampioen Primeria Liga        | 3x              | 2013/14, 2014/15, 2015/16                   |                 |                 |
| Beker van Portugal            | 1x              | 2013/14                                     |                 |                 |
| Taça da Liga                  | 5x              | 2010/11, 2011/12, 2013/14, 2014/15, 2015/16 |                 |                 |
| Supertaça Cândido de Oliveira | 1x              | 2013/14                                     |                 |                 |

| Competitie   | Winnaar    | Winnaar    | Runner-up  | Runner-up  | Derde      | Derde      |
| Competitie   | Aantal     | Jaren      | Aantal     | Jaren      | Aantal     | Jaren      |
| Argentinië   | Argentinië | Argentinië | Argentinië | Argentinië | Argentinië | Argentinië |
| ------------ | ---------- | ---------- | ---------- | ---------- | ---------- | ---------- |
| Copa América |            |            | 1x         | 2016       |            |            |

2 Gómez ·
3 Bambu ·
4 Niakaté ·
6 Carvalho ·
7 Bruma ·
8 Moutinho ·
9 El Ouazzani ·
10 A. Horta ·
11 Fernandes ·
12 Sá ·
13 Ferreira ·
15 Oliveira ·
16 Zalazar ·
19 Marín ·
20 Gharbi ·
21 R. Horta  ·
22 Helguera ·
25 Ribeiro ·
26 Arrey-Mbi ·
27 Guitane ·
29 Gorby ·
33 Marques ·
77 Martínez ·
90 Fernández ·
91 Horníček ·
Coach: Carvalhal
· Keeperstrainer: Carvalho
1 Romero ·
2 Maidana ·
3 Roncaglia ·
4 Mercado ·
5 Kranevitter ·
6 Biglia ·
7 Di María ·
8 Fernández ·
9 Higuaín ·
10 Messi  ·
11 Agüero ·
12 Guzmán ·
13 Funes Mori ·
14 Mascherano ·
15 Cuesta ·
16 Rojo ·
17 Otamendi ·
18 Lamela ·
19 Banega ·
20 Gaitán ·
21 Pastore ·
22 Lavezzi ·
23 Andújar ·
Coach: Martino